# 上海市曹杨第二中学
上海市曹杨第二中学简称曹杨二中，是上海市实验性、示范性高中。学校位于上海市普陀区曹杨新村。现任校长周飞。

## 历史
- 1954年，上海市曹杨第二中学建立。1964年列为区重点中学。[1]
- 1979年，上海市曹杨第二中学成为上海市重点中学。
- 1989年4月13日，时任中共上海市委书记江泽民到上海市曹杨第二中学视察并书写了校名“曹杨二中”和校训“勤奋 进取 求实 创新”。[2]
- 2005年2月，成为上海市首批实验性、示范性高中。[2]
- 2005年，首批上海市普教系统名校长培养基地。

## 校训
曹杨二中的校训是“勤奋 进取 求实 创新”。学校的办学理念为“文理相通、人文见长”。校训由前中共中央总书记江泽民题写。

## 历任校领导
- 姚幼钧 校长 1954-1955
- 陈昌钊 校长 1955-1958
- 毛霞琴 校长 1958-1966
- 周 勋 校长   1960-1966
- 林则福 校长 1966-1981
- 顾芳三 校长 1980-1983
- 赵国章 书记 1980-2001
- 顾树栋 校长 1983-1988
- 唐盛昌 校长 1988-1989
- 赵凤飞 校长 1989-1992
- 王志刚 校长 1992-2008
- 徐永红 书记 2001-2008
- 王洋 校长 2008-2020
- 周飞 校长 2020-
- 侯文英 书记 2008-

## 教学
上海市曹杨第二中学教育以文理相通、人文见长教育理念为指导，着重于校风学风，人文氛围，教育质量以及学校管理的发展

### 博雅教育
上海市曹杨第二中学将博雅教育与创新素养培育、学生德性锤炼、国际视野拓展相结合，让学生拥有高贵的精神，丰富的精神生活和不断提升的生命质量。

### 强势学科
上海市曹杨第二中学的强势学科为语文。该科在上海市高中语文教育中一直拥有一定优势，历年在全国，全市各类大赛中均有获奖。

### 曹杨二中优质教育园区
上海市曹杨第二中学优质教育园区为上海市普陀区现代基础教育改革和实验中心。
区内学校有：
- 二中附校
- 兰田中学
- 附属江桥实验中学。

## 学生活动

### 南京生存训练
- 南京生存训练是上海市曹杨第二中学在上海教育中首创[5]的一项社会实践活动，该活动的形式是主体体验式，能让学生有思想道德的提升、吃苦耐挫的磨练、调查研究的体验[5]。

从1984年开始，上海市曹杨第二中学认为学生缺少对社会各方面的了解以及应对真实社会的基本能力，所以每年三月在历届高一学生中开展南京生存训练。

## 校友
- 江绵恒[7]
- 王正明[7]

- 计国桢[7]

- 王廷昌[7]

- 2022年亚足联女子亚洲杯中国国家女子足球队奪冠成員：唐佳丽、赵丽娜、杨莉娜、张馨[8]

## 资料来源
1. ↑  . thepaper.cn. 2019-09-30  [2023-10-16] （中文）.
2. 1 2 3  . 上海市曹杨第二中学网.   [2011-01-06]. （原始内容存档于2009-05-23）.
3. ↑  .   [2011-01-08].[永久]
4. ↑  .   [2011-01-09].[永久]
5. 1 2  .   [2011-01-09].[永久]
6. ↑  .   [2011-01-09]. （原始内容存档于2016-03-04）.
7. 1 2 3 4  .   [2011-01-08]. （原始内容存档于2020-09-18）.
8. ↑  .   [2022-02-07]. （原始内容存档于2022-02-07）.